# Христофор (Ковачевич)
Митрополит Христофор (англ. Metropolitan Christopher, в миру Велимир Ковачевич, серб. Велимир Ковачевић; 25 декабря 1928, Гальвестон, Техас — 18 августа 2010, Чикаго, Иллинойс) — епископ Сербской православной церкви, митрополит Либертивилльский и Чикагский.

## Биография
Родился 25 декабря 1928 года в городе Гальвестоне, штат Техас, США. Был девятым из двенадцати детей в сербской эмигрантской семье Петара и Ристы. Крещён в младенчестве.
С детства отличался приверженностью к Церкви и набожности, прислуживал в храме. Окончив среднюю школу в родном городе, учился в англиканской семинарии «Нашотский Дом», а затем — сербской православной духовной семинарии святого Саввы в Либертивилле, штат Иллинойс.
Вступив в брак с Милкой, урожденной Раичевич, 25 ноября 1951 года был рукоположён во диакона, 2 декабря того же года — во священника.
Отец Велимир настоятельствовал в приходах города Джонстаун, штат Пенсильвания, в 1951—1954 годах, в Питтсбурге в 1954—1962 годах, а затем в Михаиловском храме на юге Чикаго в 1962—1978 годах. Он также служил капелланом в четырёх университетах. Приложил усилия для введения двуязычия в своих приходах, в то же время сохраняя верность каноническому строю во время раскола постигшего Сербскую Православную Церковь в Америке. С 1963 года до принятия архиерейства служил секретарем Центрального церковного совета Сербской Церкви в Америке, директором просвещения Среднезападно-Американской сербской епархии, членом епархиального церковного суда и совета.
Став отцом четырех детей, — сыновей Петра, Павла, Велимира и дочери Валерии, — он овдовел в 1970 году. Он вырастил и воспитал их в вере, устроил их браки и к 2008 году имел девять внуков.
Продолжил образование, получив степени бакалавра философии (1954) и магистра истории (1957) от Питтсбургского университета, закончив докторские курсы и экзамены в протестантской Чикагской богословской семинарии «Объединённой Церкви Христа» (1974), и получив степень магистра богословия (Master of Divinity) от греческой православной школы Святого Креста в Бруклайне.
В 1978 году, по рекомендации епископа Среднезападно-Американского Фирмилиана (Оцоколича), решением Архиерейского Собора проходившего в Белграде 25 мая-1 июня, отец Велимир был избран епископом и принял монашеский постриг с именем Христофор.
18 июня 1978 года был хиротонисан епископом Восточно-Американским и Канадским. Рукоположение совершил патриарх Сербский Герман в сослужении епископа Банатского Виссариона (Костича) и Среднезападно-Американского Фирмилиана (Оцоколича). Владыка Христофор стал первым уроженцем Америки, сделавшимся правящим сербским архиереем на этом континенте.
Епископ Христофор был настолован 28 июля 1978 года в храме пророка Илии в Аликвипи, штат Пеннсильвания. На первое место он ставил образование и вскорости организовал епархиальную духовно-просветительскую программу. Благодаря его трудам вверенная ему паства устраивалась и епархия росла, ввиду чего 26 мая 1983 году из состава его епархии была выделена Канадская, временным управляющим которой он оставался до 1984 года. Владыка состоял в смешанной комиссии православных и римо-католических епископов и в православно-лютеранском диалоге, представлял Сербскую Церковь в Национальном и Всемирном «Советах Церквей».
5 октября 1991 года был возведён в сан митрополита и переведён на Среднезападную кафедру. С этого же времени он был председателем архиерейского и общецерковного Соборов Сербской Церкви в Северной и Южной Америке, представителем Сербской Церкви в Постоянной Конференции Канонических Православных Епископов в Америке. Много трудов приложил для устроения и поддержки богословского факультета Сербской Церкви в Либертивилле, некоторое время являясь его деканом.
Согласно решению Архиерейского Собора Сербской Православной Церкви от 21 мая 2009 года Сербские епархии в Америках были переустроены, в связи с чем митрополит Христофор получил титул Либертивилльского и Чикагского, председателя архиерейского и общецерковного Соборов Сербской Церкви в Северной и Южной Америке, а также председателя собрания духовенства и мирян Сербской Церкви в Америках.
Скончался 18 августа 2010 года в Чикаго. Похоронить его останки было определено у южной стены собора монастыря святого Саввы Сербского в Либертивилле.